# Colonialisme interne
Le colonialisme interne se réfère à une inégalité politique et économique structurelle entre les régions d'un État-Nation. Ce terme est utilisé pour décrire la séparation distincte entre le centre dominant et sa périphérie (Howe, 2002). Il est dérivé du colonialisme qui est « la soumission par la force physique et psychologique d'une culture par une autre… par la conquête militaire du territoire » (McMichael, 2012, p. 27). L'expression colonialisme interne a été créée pour décrire les limites floues entre des sites géographiquement proches mais qui sont clairement différents en termes de culture (Howe, 2002, p. 18). D'autres facteurs séparent le centre de la périphérie tels que la langue, la religion, l'apparence physique, les types et les niveaux de technologie, et le comportement sexuel (Howe, 2002, p. 19.). Le colonialisme interne permet de décrire les effets de développement économique inégaux sur une base régionale, et de décrire l'exploitation des groupes minoritaires au sein d'une société au sens large. Celle-ci est jugée comme similaire au colonialisme dans les relations entre la métropole et la colonie. Pour le sociologue bolivien Félix Patzi, le colonialisme interne est un processus social en vertu duquel sont affectées les ressources, les opportunités de vie et la citoyenneté réelle par des critères d'inclusion ou d'exclusion semblables à ceux d'une colonie et, par conséquent, raciales et ethniques.

## Nationalismes périphériques
La notion de « colonialisme interne » a été développé notamment par le mexicain Pablo González Casanova. Ce terme fut utilisé par l'historien occitaniste Robert Lafont pour se référer à la situation économique et politique de l'Occitanie au cours du XXe siècle. Popularisé dans son livre Sur la France (1968), il en devint le thème de son livre Décoloniser en France (1971). Le colonialisme interne présente les caractéristiques suivantes :     
- Dépossession industrielle, blocage d’un développement économique qui aurait concurrencé l’économie coloniale, destruction du capitalisme régional et prolétarisation des régions.
- Primauté des industries extractives sur les industries de transformation.
- Dépossession des terres agricoles.
- Dépossession des circuits de distribution, sauf ceux qui sont impliqués au niveau national et international.
- Dépossession des ressources touristiques.
- Crise démographique.

Cette thèse a été acceptée par les autres nationalistes périphériques français et radicalisé par des partis tels que l'Union Démocratique Bretonne et la Gauche Catalane des Travailleurs. Les nationalistes sardes et corses ont adapté à leurs discours les thèses de Lafont. Le terme de « colonialisme interne » est devenu populaire parmi les divers nationalismes périphériques de toute l'Europe. Dernièrement, toutefois, le terme s'est vu être accolé plus précisément à la situation des différents peuples autochtones amérindiens, en particulier aux sud-américains, qui voient leur terre exploitée par les États dont ils dépendent alors qu'ils sont traités comme des sujets de colonie.

## Origines du terme
Lénine a prononcé un discours à Zurich en octobre 1914 évoquant le colonialisme russe en Russie : « Ce que fut l’Irlande pour l’Angleterre, l’Ukraine l’est devenu pour la Russie : exploitée à l’extrême, sans rien recevoir en retour ». Dans les années 1920, Antonio Gramsci a parlé du colonialisme nord-italien sur l'Italie méridionale. La première personne qui a utilisé explicitement le terme de « colonialisme interne » était Leo Marquard dans son livre sur l'Afrique du Sud (1957). Pablo González Casanova a utilisé le terme en 1965 pour le Mexique. Il fut repris par Robert Lafont en 1968 qui l'a appliqué à l'Occitanie. Ses thèses seront reprises par les nationalistes périphériques de toute l'Europe. Robert Blauner décrit en 1969 les Afro-Américains comme une colonie intérieure des États-Unis. En 1973, Sergio Salvi, historien des langues minoritaires, parle de colonies internes dans son livre sur les dix nations interdites de l'Europe occidentale, mentionnant entre autres la Catalogne, l'Écosse, la Bretagne ou l'Occitanie.
Le livre de référence pour de nombreux chercheurs était Colonialisme interne écrit par Michael Hechter en 1975 . Il présente la théorie suivant laquelle l'Angleterre anglo-saxonne fut le noyau de la Grande-Bretagne tandis que la périphérie des « franges celtiques » (Irlande, Pays de Galles et Écosse) ont été traités comme des colonies. Il prend en compte la période de temps depuis 1536, année de l'annexion de la Principauté de Galles, qui était jusqu'ici autonome, par le royaume d'Angleterre. Utilisant la théorie de la dépendance, il a examiné les relations socio-économiques, politiques et culturelles entre le centre et les régions périphériques du pays. Politiquement l'Angleterre a privé les autres parties du royaume de leur souveraineté et a nié leur autonomie. Elles ont été exploités économiquement, leurs habitants ont eu des positions socialement subordonnées et il a été tenté de supprimer leurs particularités culturelles. Cela se poursuit toujours dans la seconde moitié du XXe siècle : un développement économique inégal, des différences dans la population et le niveau de vie, des spécificités culturelles et des particularismes politiques. Plusieurs auteurs ont cependant critiqué le modèle Hechter à plusieurs égards.
En 1979, la revue scientifique académique Ethnic and Racial Studies traita du sujet du colonialisme interne dans un numéro entier. Les contributions ont porté sur la Bretagne, le Québec, l'Alaska, la Finlande orientale, le Sud de l'Italie et l'Autriche-Hongrie.
« L’unité nationale [française] serait alors moins le fruit d’une mobilisation collective des énergies, comme l’accréditait une certaine imagerie post-révolutionnaire, que l’effet d’un vaste et lent processus de colonisation intérieure.  »
— Marc Abélès, anthropologue, ethnologue, Directeur de recherche au CNRS, L’Homme, revue française d’anthropologie, 1984.